# Holustei

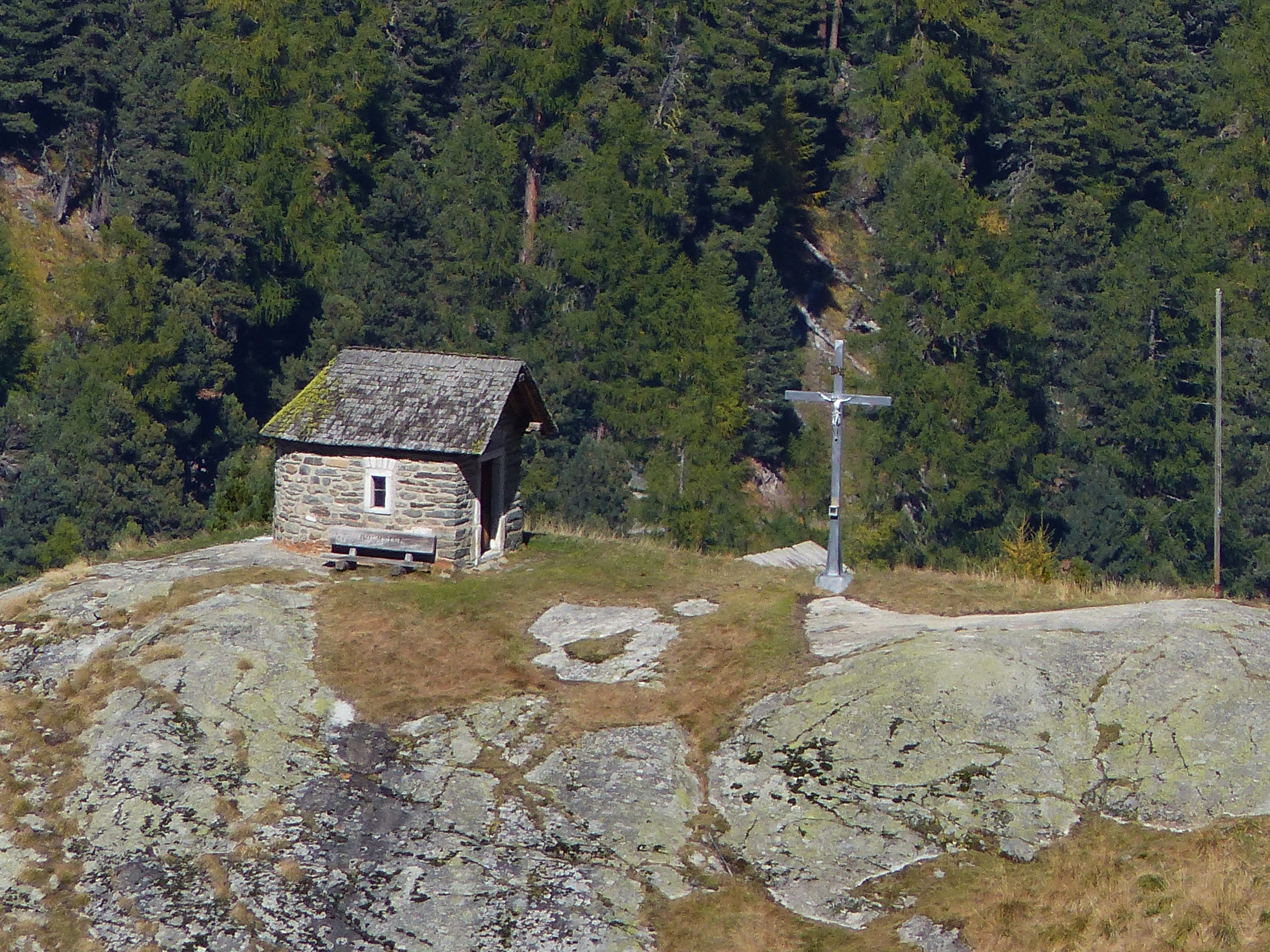
Kapelle Holustei mit Blick nach Nordwesten

Holustei ist der Flurname (Lokalname) eines Gebiets im hinteren Turtmanntal auf seiner orographisch rechten Seite mit einer mittleren Höhe von 2280 m ü. M.. Es gehört zur Gemeinde Turtmann-Unterems im Bezirk Leuk des Schweizer Kantons Wallis.
Hier steht in aussichtsreicher Lage die Kapelle Holustei (2223 m ü. M.), an welcher der Turtmanntaler Aussichtsweg vorbeiführt.
Deutlich höher und an der Westseite vom Üssers Stellihorn liegt der sehr kleine Holusteigletscher (~ 2993 m ü. M.).

## Nachweise
1. ↑  Holustei auf «geo.admin.ch».
2. ↑  Holusteigletscher auf «geo.admin.ch».

Koordinaten: 46° 10′ 42,6″ N, 7° 41′ 53,9″ O; CH1903: 620051 / 114148